# NGC 670
NGC 670 (другие обозначения — UGC 1250, MCG 5-5-12, ZWG 503.24, KUG 0144+276, IRAS01446+2738, PGC 6570) — линзообразная галактика (S0) в созвездии Треугольника. Открыта Уильямом Гершелем в 1786 году. Описание Дрейера: «тусклый, маленький, немного вытянутый объект».
Этот объект входит в число перечисленных в оригинальной редакции «Нового общего каталога».
Галактика NGC 670 входит в состав группы галактик NGC 661. Помимо NGC 670 в группу также входят NGC 661, NGC 684 и IC 1731.
При использовании любительского телескопа как фотографически, так и визуально это умеренно яркий, маленький, овальный, хорошо очерченный объект, ориентированный почти точно с севера на юг. Структура оболочки гладкая, без видимого ядра, обнаруживается лишь очень постепенное увеличение яркости к центру.  Вв 7,25 минутах к восток-северо-востоку от галактики видна яркая, примерно 9-й звездной величины звезда поля. Радиальная скорость галактики 3824 км/с. Расстояние до неё около 170 млн световых лет, диаметр 99 000 световых лет. Морфологический тип по Вокулёру: SA0.